# San Francisco de Conchos
San Francisco de Conchos là một đô thị thuộc bang Chihuahua, México. Năm 2005, dân số của đô thị này là 2669 người.